# Moran Canyon
Moran Canyon – wąwóz na terenie hrabstwa Teton w Wyoming. Jego nazwa pochodzi od pobliskiej góry – Mount Moran. Przez wąwóz przepływa strumień Moran Creek. Kanion kończy cię na jeziorze Jackson Lake, znajduje się pomiędzy górą Mount Moran od południa, a górami Traverse Peak i Bivouac Peak od północy.